# Joan Riera (baloncestista catalán)
Joan Riera, (nacido el 21 de enero de 1938 en Montcada i Reixach, Barcelona) es un exjugador de baloncesto español. 

## Trayectoria
Se inicia en el mundo del baloncesto en el equipo que tenía el Aismalíbar  Montcada en la organización sindical Educación y Descanso. Con solo 16 años sube al primer equipo coincidiendo con los hermanos Martínez Alfonso y José Luis, Emiliano Rodríguez, Nino Buscató entre otros, consiguen diversos subcampeonatos de Copa. Después de que el Aismalíbar despareciera, Riera se va a ejercer de jugador-entrenador en el Ripollet, luego en el CD Manresa, y ya solo como entrenador otra vez Ripollet, Laietà, Santa Coloma, Mollet, La Salle, dejando la actividad en el año 1982, después de 30 años de dedicación al baloncesto.